# Faetooth
Faetooth is een Amerikaanse doommetalband uit Los Angeles, Californië. Ze omschrijven hun eigen muziek als "fairy-doom".
In april 2025 speelden ze op Roadburn 2025 en ze toerden in de zomer van 2025 ook door Europa.

## Discografie
- ...An Invocation (ep, 2019)
- Remnants of the Vessel (2022)

## Bandleden
- Ari May – gitaar, zang
- Jenna Garcia – basgitaar, zang
- Rah Kanan – drums